# 阿爾迪諾 (保加利亞)

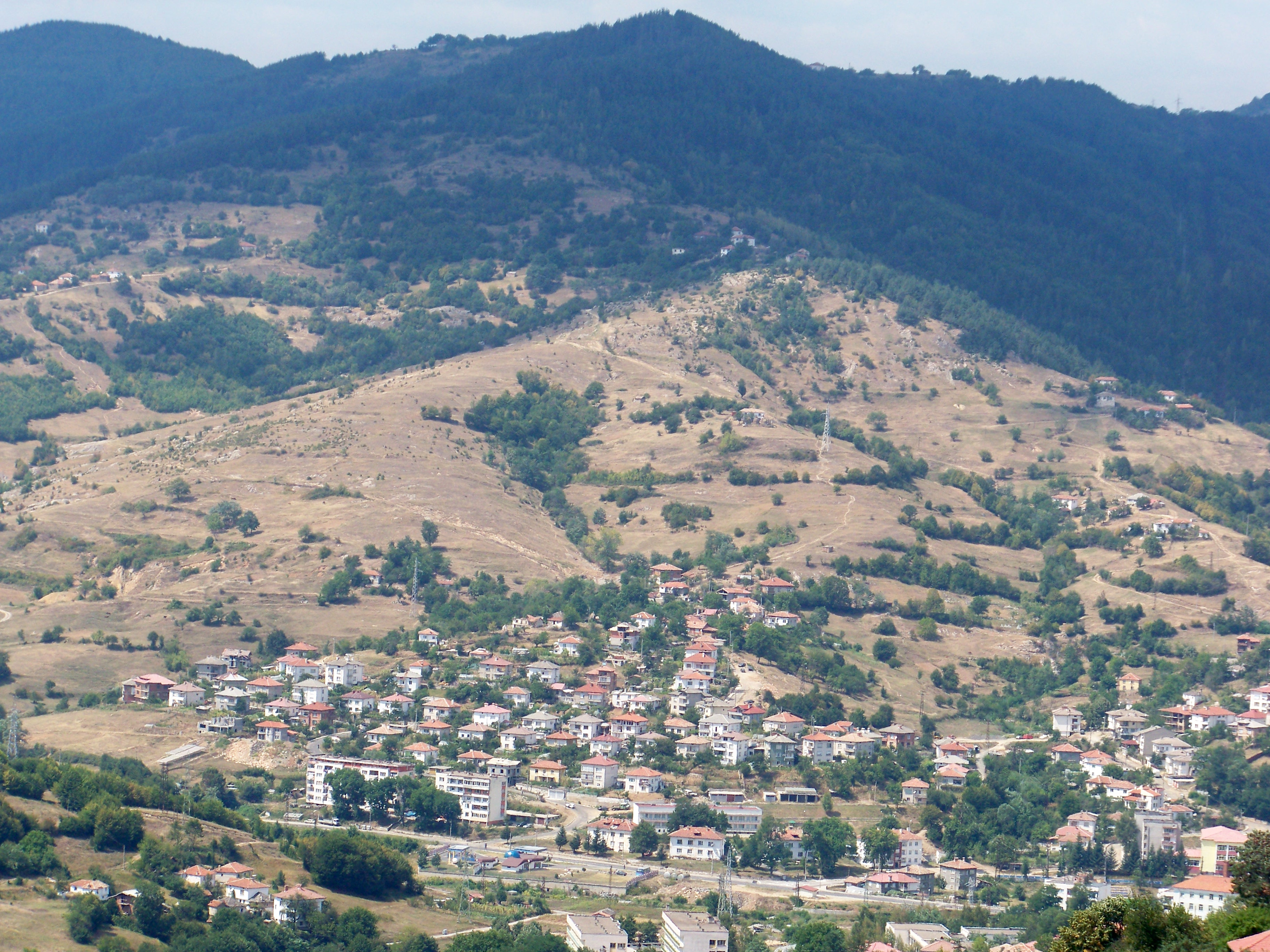

阿爾迪諾是保加利亞的城鎮，位於該國南部，距離首府克爾賈利35公里，由克爾賈利州負責管轄，面積17.93平方公里，海拔高度684米，2010年人口3,955，居民主要信奉伊斯蘭教。